# Polski Kontyngent Wojskowy w Pakistanie
Polski Kontyngent Wojskowy w misji pomocy Organizacji Traktatu Północnoatlantyckiego w Islamskiej Republice Pakistanu (PKW Pakistan) – wydzielony komponent Sił Zbrojnych RP, przeznaczony do pomocy inżynieryjnej po trzęsieniu ziemi w Kaszmirze, w latach 2005–2006.

## Historia

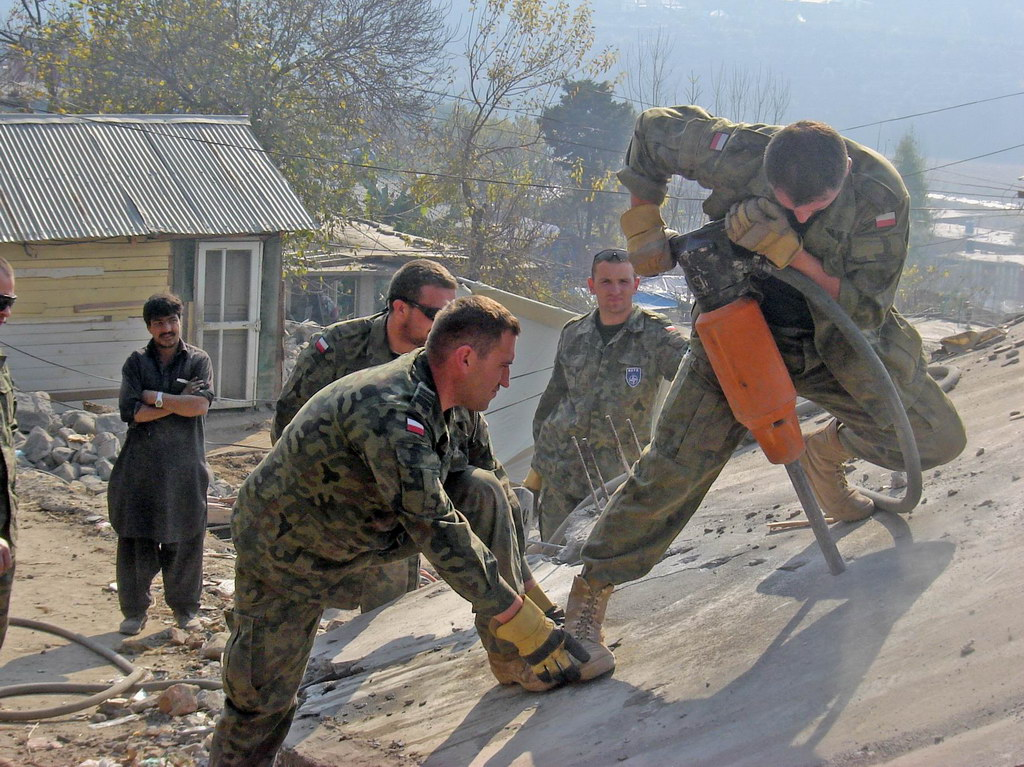
Żołnierze kompanii inżynieryjnej

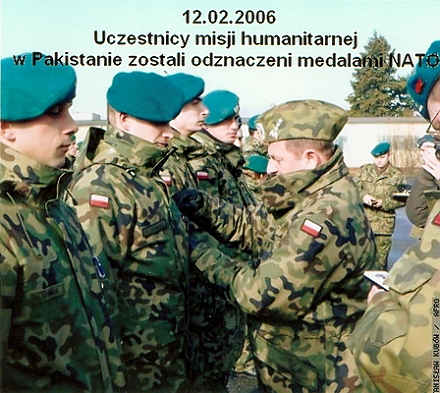
Gen. Lech Konopka wręcza odznaczenia NATO uczestnikom misji humanitarnej po trzęsieniu ziemi w Pakistanie, 12.02.2006

8 października 2005 bardzo silne trzęsienie ziemi dotknęło pakistańską część spornego Kaszmiru (pogranicze Pakistanu, Indii, Afganistanu i Chin). Na prośbę rządu pakistańskiego 11 października 2005 NATO rozpoczęło operację Swift Relief, mającą na celu udzielenie niezbędnej pomocy humanitarnej oraz wsparcie w odbudowie zrujnowanego regionu. Do Pakistanu skierowano Siły Odpowiedzi (SON), w skład których wszedł komponent lotniczy (dowodzony przez Francję, z udziałem Luksemburga i Niemiec) i komponent lądowy (dowodzony przez Hiszpanię), obejmujący 3 kompanie inżynieryjne (z Hiszpanii, Polski i Włoch), szpital polowy (dowodzony przez Holandię, z udziałem personelu z Czech, Francji, Portugalii i Wielkiej Brytanii), 4 zespoły uzdatniania wody (trzy z Hiszpanii, jeden z Litwy) i 2 zespoły współpracy cywilno-wojskowej (z Francji i Słowenii).
Do udziału w operacji Swift Relief skierowany został Polski Kontyngent Wojskowy, sformowany na bazie polskiego wkładu w 5. zestaw SON. PKW Pakistan liczył 140 żołnierzy i pracowników wojska pod dowództwem ppłk. Andrzeja Rosy, trzon kontyngentu stanowiła kompania inżynieryjna ze składu 1 Brygady Saperów. Jako pierwsza w rejon operacji dotarła Grupa Rekonesansowo-Przygotowawcza (29 października), mająca za zadanie sprawdzenie terenu. Po niej 8 listopada przybyła reszta kontyngentu, a w tym czasie 15 transportami lotniczymi Amerykanie przywieźli 900 ton niezbędnego sprzętu i zapasów, w tym 54 kontenery mieszkalne, 35 kontenerów technicznych oraz 61 pojazdów. 
Siły NATO stacjonowały w Camp Dragon (której przygotowanie było pierwszym zadaniem Polaków), skąd operowały w mieście Bagh – jednym z najbardziej zniszczonych podczas kataklizmu.
Głównie działania sojuszniczego batalionu inżynieryjnego polegały tam na:
- budowie ujęć wody pitnej,
- budowie tymczasowych schronień,
- dostarczaniu pomocy humanitarnej,
- odbudowywaniu zniszczonych mostów,
- rozbiórce i odgruzowywaniu zrujnowanych budynków[3].

Ostatecznie operacja NATO zakończyła się pełnym sukcesem, a polski kontyngent 10 stycznia 2006 zakończył wykonywanie zadań mandatowych i 8 lutego ostatni żołnierze wrócili do kraju. 16 lutego w Brzegu nastąpiło ich oficjalne przywitanie.

## Struktura organizacyjna
- Dowództwo i sztab PKW – ppłk Andrzej Rosa
  - kompania inżynieryjna – kpt Mariusz Ochalski (1 Brzeska Brygada Saperów)
  - pluton ochrony (1 Pułk Specjalny Komandosów)
  - Narodowy Element Wsparcia (10 Opolska Brygada Logistyczna)

## Odznaczenia za udział w kontyngencie

Baretka medalu NATO za misję Swift Relief